# 奇斯托皮利亞 (夏斯季耶區)
48°58′50″N 39°6′29″E / 48.98056°N 39.10806°E
奇斯托皮利亞（烏克蘭語：Чистопілля）是位於烏克蘭東部的村莊，由盧甘斯克州夏斯季耶区的新艾達爾市鎮負責管轄。該村始建於1966年，面積0.59平方公里，海拔高度130米，2001年人口89，人口密度每平方公里150.9人。